# Ajjikamasagara, Hosadurga
Ajjikamasagara là một làng thuộc tehsil Hosadurga, huyện Chitradurga, bang Karnataka, Ấn Độ.